# Naso elegans
Naso elegans — вид риб родини Acanthuridae.

## Назва
В англійській мові має назви «жовтохребетна риба-єдинорог» (англ. orange-spine unicornfish).

## Опис
Риба до 45 см. Спинний плавець — оранжевий з чорною основою. Хвостровий плавець оранжевий, у самців — з довгими ниткоподібними продовженнями. Харчується листям бурих водоростей (в тому числі Саргасум). Особини тримаються парами, інколи групами. Самці утримують свою територію.

## Поширення та середовище існування
Живе на рифах, у затоках, заростях водоростей. Поширений від Червоного моря та Оману до Балі та Південної Африки.

## Галерея

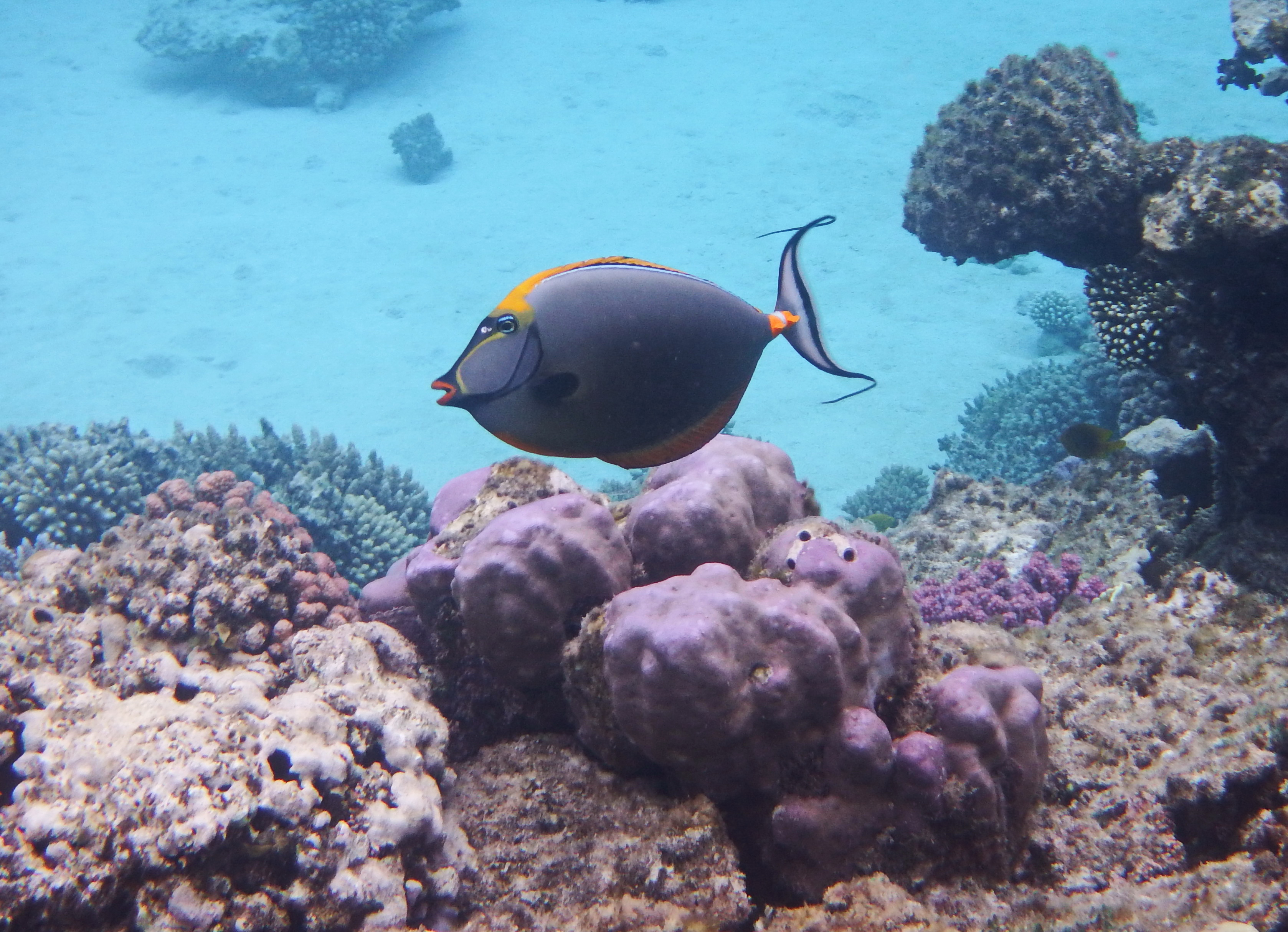
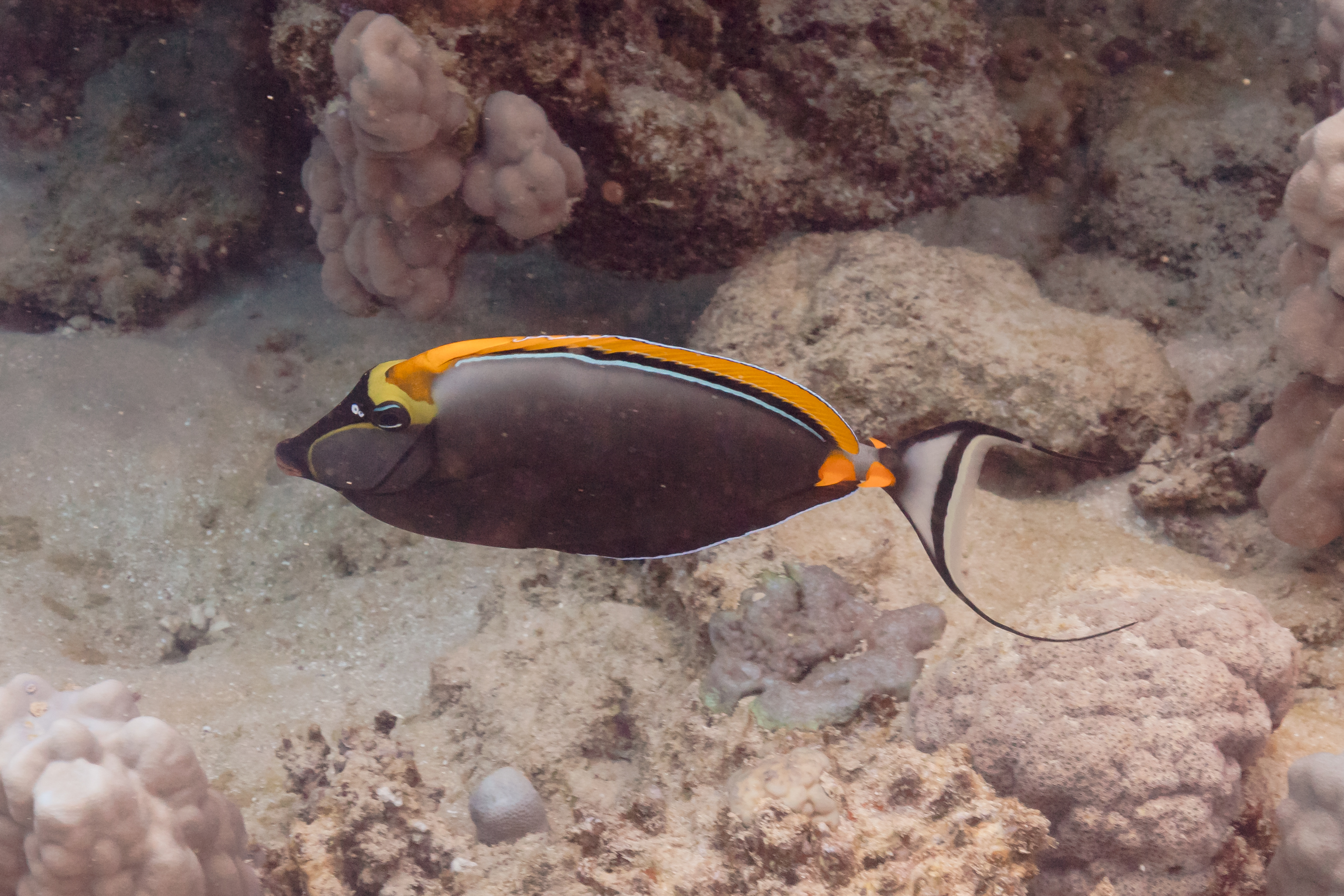